# Santiago de Wit Guzmán
Santiago de Wit Guzmán (N. Valencia, Comunidad Valenciana, España, 5 de septiembre de 1964) es un diplomático,  arzobispo católico, teólogo y canonista español.
Desde agosto de 2022 es nuncio apostólico en Trinidad y Tobago, Antigua y Barbuda, Belice, Granada, República Cooperativa de Guyana, San Cristóbal y Nieves, San Vicente y las Granadinas y Surinam, así como delegado apostólico en las Antillas.

## Biografía
Nació en la ciudad de Valencia el día 5 de septiembre de 1964. Estudió en el Colegio El Pilar, siendo allí donde hizo sus primeros discernimientos. Cuando era joven descubrió su vocación religiosa y decidió ingresar en el seminario, donde realizó su formación eclesiástica. Finalmente fue ordenado sacerdote para la Archidiócesis de Valencia el 27 de mayo de 1989, por el entonces Arzobispo Metropolitano monseñorMiguel Roca Cabanellas(†).
Tras su ordenación continuó con sus estudios superiores, obteniendo un Bachillerato en Teología por la Facultad de Teología San Vicente Ferrer de Valencia.
También se trasladó a Italia, donde se convirtió en Doctor en Derecho canónico por la Universidad Pontificia de Santo Tomás de Aquino y fue alumno de la Academia Pontificia Eclesiástica; ambas instituciones situadas en la ciudad de Roma.
El 13 de junio de 1998 ingresó en la carrera diplomática dentro del Servicio Diplomático de la Santa Sede.
Su primer cargo a ocupar fue el de secretario de las Nunciaturas Apostólicas en la República Centroafricana y en la República de Chad hasta 2001, en los Países Bajos hasta 2004 y en Paraguay hasta 2007.
Ese último año pasó a ser consejero de las Nunciaturas Apostólicas en Egipto hasta 2010, en la República Democrática del Congo hasta 2012 y luego en su natal España.
El 21 de marzo de 2017, el papa Francisco le nombró como nuevo arzobispo titular de la antigua Sede de Gabala y como nuevo nuncio apostólico en la República Centroafricana. Cuatro días más tarde, el papa Francisco le asignó además el cargo de nuncio apostólico en la República de Chad.
El 30 de julio de 2022 fue nombrado nuncio apostólico en Trinidad y Tobago, Antigua y Barbuda, Belice, Granada, República Cooperativa de Guyana, San Cristóbal y Nieves, San Vicente y las Granadinas y Surinam y del delegado apostólico en las Antillas. Además de las anteriores representaciones pontificias, el 12 de noviembre de 2022 fue nombrado nuncio apostólico en Bahamas, Barbados, Dominica, Jamaica y Santa Lucia.